# Licheńi Miasszonyunk-székesegyház
A Licheńi Miasszonyunk-székesegyház egy lengyelországi római katolikus templom. Fájdalmas Szűzanya, Lengyelország Királynője-kegyhely Licheń Stary faluban, Konin mellett a Nagy-lengyelországi vajdaságban. Tervezője Barbara Bielecka, 1994 és 2004 közt épült Az építkezést a zarándokok adományaira alapozták. 120 méter hosszú és 77 méter széles főhajójával, 141,5 méteres magasságú tornyaival, ez Lengyelország legnagyobb temploma és egyike a világ legmagasabb és legnagyobb templomainak. A templomot a Fájdalmas Szűzanya, Lengyelország királynője tiszteletére szentelték, akinek az ikonja a templom főoltárán látható. 2002 és 2007 között a lengyel orgonaépítő Zyc cég 167 billentyűs (6 manuálos és pedálos) orgonát épített a templomban. Ez a legnagyobb lengyel orgona, a 4. legnagyobb Európában, világszerte pedig a 13. II. János Pál pápa 1999-ben megáldotta a Bazilikát. 2007-ben a Fawley Court lengyel gyűjteményét a mariánusok áthelyezték a szentélybe.

## Fordítás
- Ez a szócikk részben vagy egészben  a   Basilica of Our Lady of Licheń című angol Wikipédia-szócikk fordításán alapul.  Az eredeti cikk szerkesztőit annak laptörténete sorolja fel. Ez a jelzés csupán a megfogalmazás eredetét és a szerzői jogokat jelzi, nem szolgál a cikkben szereplő információk forrásmegjelöléseként.